# Relevant
Relevant es una comuna francesa del departamento de Ain, en la región de Auvernia-Ródano-Alpes.

## Historia
Constituida el 3 de julio de 1846 con las aldeas de Saint-Cyr (segregada de Châtillon-sur-Chalaronne ), de Saint-Christophe (segregada de Saint-Trivier-sur-Moignans) y una parte de la aldea de Béreins (también segregada de Saint-Trivier-sur-Moignans. La capital se estableció en Saint-Cyr.

## Demografía
| 308 | 254 | 262 | 331 | 327 | 367 | 471 |
| Para los censos de 1962 a 1999 la población legal corresponde a la población sin duplicidades (Fuente: INSEE [Consultar]) |     |     |     |     |     |     |